# Cebu
Cebu, o Cebù, è una città indipendente altamente urbanizzata (HUC) delle Filippine, geograficamente situata nella provincia omonima, di cui è anche capoluogo, nella regione del Visayas Centrale.
La città è a capo di un'area metropolitana che, oltre ad essa, comprende quattro città e otto municipalità.
Cebu è formata da 80 baranggay:
- Adlaon
- Agsungot
- Apas
- Babag
- Bacayan
- Banilad
- Basak Pardo
- Basak San Nicolas
- Binaliw
- Bonbon
- Budla-an (Pob.)
- Buhisan
- Bulacao
- Buot-Taup Pardo
- Busay (Pob.)
- Calamba
- Cambinocot
- Camputhaw (Pob.)
- Capitol Site (Pob.)
- Carreta
- Central (Pob.)
- Cogon Pardo
- Cogon Ramos (Pob.)
- Day-as
- Duljo (Pob.)
- Ermita (Pob.)
- Guadalupe

- Guba
- Hippodromo
- Inayawan
- Kalubihan (Pob.)
- Kalunasan
- Kamagayan (Pob.)
- Kasambagan
- Kinasang-an Pardo
- Labangon
- Lahug (Pob.)
- Lorega (Lorega San Miguel)
- Lusaran
- Luz
- Mabini
- Mabolo
- Malubog
- Mambaling
- Pahina Central (Pob.)
- Pahina San Nicolas
- Pamutan
- Pardo (Pob.)
- Pari-an
- Paril
- Pasil
- Pit-os
- Pulangbato
- Pung-ol-Sibugay

- Punta Princesa
- Quiot Pardo
- Sambag I (Pob.)
- Sambag II (Pob.)
- San Antonio (Pob.)
- San Jose
- San Nicolas Central
- San Roque (Ciudad)
- Santa Cruz (Pob.)
- Sapangdaku
- Sawang Calero (Pob.)
- Sinsin
- Sirao
- Suba Pob. (Suba San Nicolas)
- Sudlon I
- Sudlon II
- T. Padilla
- Tabunan
- Tagbao
- Talamban
- Taptap
- Tejero (Villa Gonzalo)
- Tinago
- Tisa
- To-ong Pardo
- Zapatera